# Mario Vianello
Mario Vianello (Venezia, 4 settembre 1887 – Senigallia, 13 agosto 1955) è stato un arcivescovo cattolico italiano.

## Biografia
Nacque nel quartiere veneziano di San Silvestro, in una famiglia di piccoli commercianti che si trasferì successivamente in Campo dei Frari, dove il giovanetto ricevette la prima formazione spirituale. Frequentò il ginnasio all'Istituto dei Padri Cavanis e a diciassette anni entrò nel Collegium tarsicianum dove compì gli studi liceali e teologici. Venne ordinato sacerdote il 25 luglio 1911 dal patriarca di Venezia cardinale Aristide Cavallari. Già maestro di camera presso il cardinale Cavallari, dopo l'ordinazione fu nominato anche segretario della giunta diocesana e direttore spirituale del Patronato Leone XIII nel sestiere di Castello. Nel 1913 fu incaricato come insegnante di religione in seminario e nel 1916 si laureò in diritto canonico alla Pontificia facoltà giuridica. Il successore di Cavallari, il cardinale Pietro La Fontaine, lo confermò negli incarichi e lo destinò alla parrocchia di Santo Stefano, rettore della chiesa di San Samuele.
Durante la prima guerra mondiale fu arruolato come cappellano nella Regia Marina.
Al termine del conflitto tornò in diocesi e fu attivo nella riorganizzazione delle associazioni e movimenti giovanili, particolarmente lo scautismo. Nel 1919 fu nominato vicecancelliere della curia patriarcale. Nel 1922 fu nominato cappellano segreto di Sua Santità. Nel 1926 venne nominato canonico onorario del capitolo patriarcale e nello stesso anno papa Pio XI lo nominò prelato domestico e protonotario apostolico.
Il 22 ottobre 1927 fu inviato parroco a San Lorenzo in Mestre, dove rimase come arciprete per tre anni fino a quando, il 7 marzo 1931, la Santa Sede lo designò quale vescovo di Fidenza.
Fu consacrato nella basilica di San Marco dal cardinale La Fontaine il 10 maggio 1931 e prese possesso della diocesi il 6 giugno successivo.

### Episcopato fidentino
Nel corso del suo episcopato compì quattro visite pastorali diocesane: il 28 febbraio 1932 iniziò la prima, alla quale fecero seguito quelle del 2 dicembre 1934, dell'8 dicembre 1937 e dell'8 dicembre 1940 e nel 1935 indisse il XI sinodo diocesano.
Organizzò e presiedette tre congressi eucaristici diocesani che si svolsero a Fidenza dal 2 al 5 maggio 1935, a Pieveottoville dal 5 al 9 maggio 1937 e a Salsomaggiore Terme dal 26 al 30 aprile 1939.
Si preoccupò del buon funzionamento del seminario vescovile nel cui edificio fece avviare importanti restauri per ammodernarne le aule scolastiche e gli appartamenti per i professori e fece costruire un'intera ala per ospitare le suore addette ai servizi.
Scrisse otto lettere pastorali: la prima fu pubblicato in occasione della quaresima del 1933 dal titolo Il XIX Centenario della redenzione del genere umano a cui seguirono: Il Seminario nel 1936; Dopo la II S. Visita Pastorale nel 1937; L'istruzione religiosa primo coefficiente per la cristiana educazione dei figli nel 1938; La carità, costitutivo essenziale della vita cristiana nel 1940; Ricordati di santificare la festa nel 1941; Vivete in grazia nel 1942; La casa del Parroco nel 1943.
Nella ricorrenza del decennale del suo episcopato, papa Pio XII volle annoverarlo tra i vescovi assistenti al Soglio Pontificio.

### Arcivescovo a Perugia
L'11 marzo 1943 fu promosso alla sede arcivescovile di Perugia dove fece ingresso il 28 giugno.
Tra l'8 settembre 1943, giorno dell'armistizio e il 20 giugno 1944, quando avvenne la liberazione di Perugia da parte dell'esercito britannico, l'arcivescovo si spese incessantemente in favore della popolazione e dei sacerdoti della diocesi, per la salvezza delle persone ebree che vennero nascoste e portate in salvo oltre la linea del fronte, intercedendo verso il prefetto fascista Armando Rocchi e il comando militare germanico per salvare dalla fucilazione i partigiani catturati. Successivamente invitò i parroci a redigere relazioni sui fatti per conoscere sia gli eventi accaduti che i danni prodotti dalla guerra. Con la lettera Paterni richiami per il momento presente si rivolse a tutta la popolazione richiamandola al Vangelo i cui insegnamenti «ci inculcano l’amore e il perdono» e «non escludiamo, ma anzi riconosciamo il diritto da parte di tutti, che il male, ed i delitti in particolare, siano puniti; ma per le vie di legge, e non in forza dell'arbitrio dei singoli».
Il 17 novembre 1945 venne nominato amministratore apostolico di Foligno.
Tra il 1945 e il 1949 completò una visita pastorale della diocesi. Nel 1947 fece svolgere a Perugia una missione cittadina tenuta dai Gesuiti.
Il 7 agosto 1949 pose la prima pietra per la costruzione della chiesa di San Donato in Elce a Perugia che fu aperta al culto il 24 settembre 1955 dal vescovo di Gubbio Beniamino Ubaldi.
Nel 1950 favorì la crociata per il "grande ritorno" organizzata da Luigi Gedda. Tra il 1952 e il 1953 ospitò in diocesi la crociata per un mondo migliore di padre Riccardo Lombardi.
Nel 1952, dopo le elezioni amministrative che in Umbria videro una forte affermazione dei partiti di sinistra PCI e PSI, vi fu un intervento della Segreteria di Stato Vaticana in cui monsignor Giovanni Battista Montini sollecitava i vescovi umbri ad un maggiore impegno. Il 1º dicembre di quell'anno fu convocata da monsignor Vianello una seduta straordinaria della Conferenza episcopale della regione e venne istituita una commissione con il compito di valutare la situazione sociale e suggerire le iniziative da prendere. Della commissione fu nominato presidente il vescovo di Gubbio Beniamino Ubaldi e ne fecero parte il vescovo di Terni Giovanni Dal Prà, il vescovo di Rieti Raffaele Baratta e il vescovo di Norcia Ilario Roatta. L'attività della commissione che si svolse tra il 1953 e il 1956, vide lo svolgimento nel febbraio del 1953 del convegno di Assisi per la riorganizzazione dell'Azione Cattolica e la nascita del settimanale della chiesa umbra La Voce.
Scrisse numerose lettere pastorali tra le quali: Declina a malo et fac bonum, nel 1944, Paterni richiami per il momento presente, dicembre 1945, Salviamo la gioventù, nel 1947, Doveri dei cittadini e dei cattolici verso la Patria. Diritti politici, nel 1948.
In occasione delle celebrazioni per il primo centenario dell'incoronazione della Madonna delle Grazie nella cattedrale di Perugia, avvenuta l'8 settembre 1855 per mano dell'arcivescovo di Perugia cardinale Gioacchino Pecci, futuro papa Leone XIII, il patriarca di Venezia Angelo Roncalli fece visita alla diocesi dal 28 al 31 maggio 1955, accolto dall'arcivescovo Vianello al suo arrivo in treno a Terontola. Il futuro papa Giovanni XXIII rimase colpito ed espresse «il suo compiacimento per uno spettacolo di fede che gli è parso il più bello di quanti egli abbia mai visto nel suo intenso pellegrinare e in oriente e in occidente».
Il 13 agosto 1955 si recò a Senigallia per far visita alla colonia estiva dei ragazzi di Perugia. Prima di ripartire si coricò per riposarsi dall'intensa giornata ma una improvvisa congestione cerebrale ne causò la morte. Le esequie si svolsero il 17 agosto 1955.

## Genealogia episcopale e successione apostolica
La genealogia episcopale è:
- Cardinale Scipione Rebiba
- Cardinale Giulio Antonio Santori
- Cardinale Girolamo Bernerio, O.P.
- Arcivescovo Galeazzo Sanvitale
- Cardinale Ludovico Ludovisi
- Cardinale Luigi Caetani
- Cardinale Ulderico Carpegna
- Cardinale Paluzzo Paluzzi Altieri degli Albertoni
- Papa Benedetto XIII
- Papa Benedetto XIV
- Papa Clemente XIII
- Cardinale Marcantonio Colonna
- Cardinale Giacinto Sigismondo Gerdil, B.
- Cardinale Giulio Maria della Somaglia
- Cardinale Carlo Odescalchi, S.I.
- Cardinale Costantino Patrizi Naro
- Cardinale Lucido Maria Parocchi
- Cardinale Pietro Respighi
- Cardinale Pietro La Fontaine
- Arcivescovo Mario Vianello

La successione apostolica è:
- Arcivescovo Raffaele Baratta (1951)